# Iditarod Trail Sled Dog Race
Pour les articles homonymes, voir Iditarod.
L'Iditarod Trail Sled Dog Race, souvent raccourci en Iditarod, est une course annuelle de traîneaux à chiens de 1 757 km en Alaska,  entre Anchorage et Nome principalement à travers la taïga. Elle commence le premier samedi du mois de mars et dure généralement entre 8 et 15 jours. Elle voit s'affronter des équipes composées d'un musher et d'un attelage de 12 à 14 chiens de traîneau, dont au moins six doivent être présents jusqu'à la ligne d'arrivée.
La course se déroula pour la première fois en 1973 avec un faible engouement, mais évolua depuis pour devenir une compétition très disputée. Le record de temps de parcours le plus court est à ce jour détenu par Mitch Seavey (en) depuis 2017 : 8 jours, 3 heures, 40 minutes et 13 secondes, soit 220 km par jour à courir en tirant un chariot chargé…. En 2012, Dallas Seavey fut également le plus jeune musher à remporter la course, à l'âge de 25 ans, tandis qu'en 2017, à l'âge de 57 ans, Mitch Seavey, son père en était le vainqueur le plus âgé (il avait déjà établi un record d'âge en remportant l'édition de 2013).

## Histoire

### Commémoration

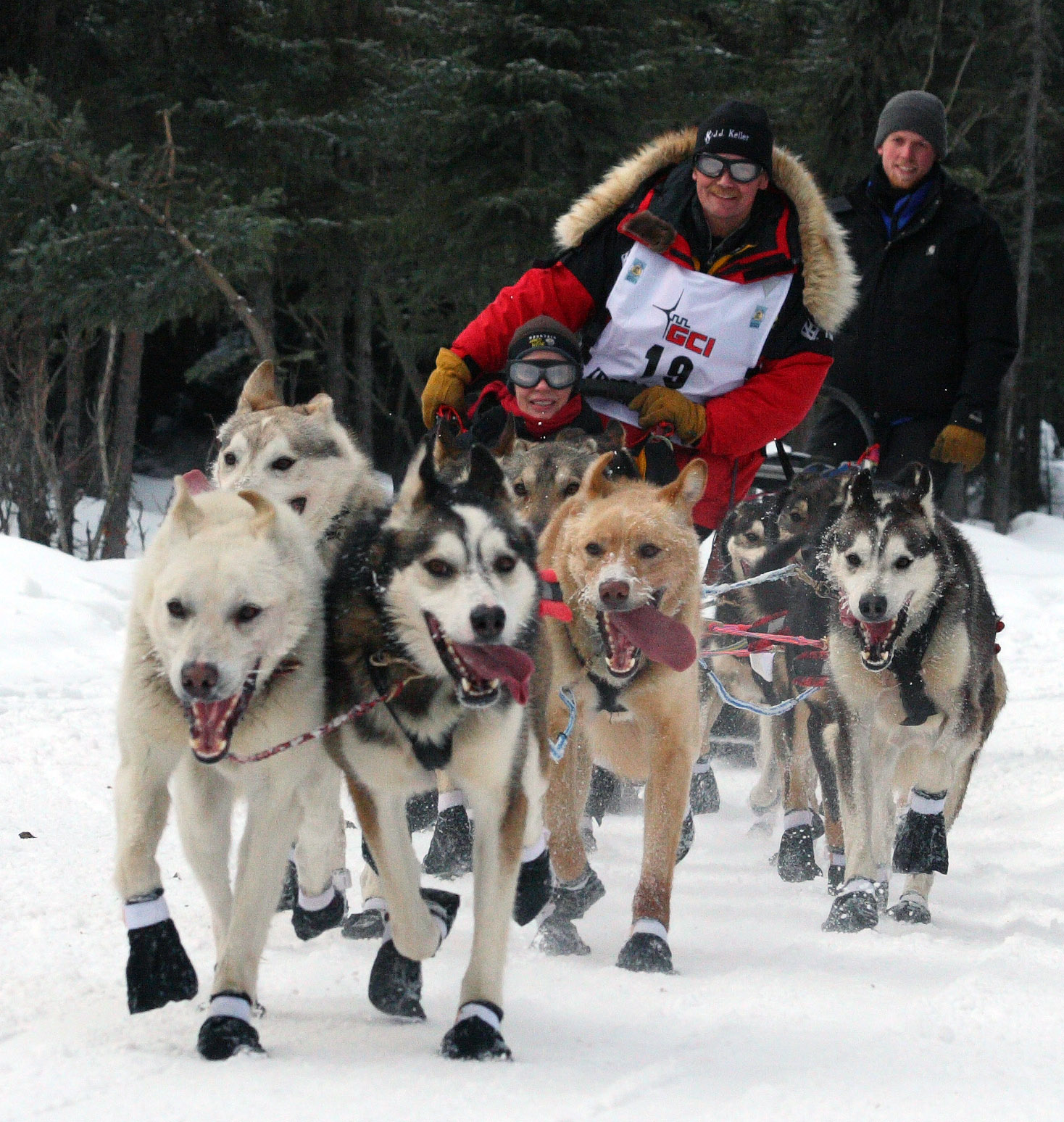

Cette compétition commémore l'exploit de la course au sérum de 1925. Cet hiver-là, une épidémie de diphtérie frappe la ville de Nome. Alors que la glace et un blizzard persistant empêchaient tout envoi de sérum antidiphtérique par avion ou bateau, un relais de traîneaux à chiens parvint à lier Nome à la ville de Nenana, permettant ainsi d'apporter le sérum. Le musher Leonhard Seppala en assura la partie la plus critique, avec son chien de tête Togo. Le dernier musher du relais était Gunnar Kaasen et son chien de tête, le premier du relais à entrer à Nome, s'appelait Balto. Ce dernier est représenté par deux statues, l'une réalisée par F.G. Roth, près du zoo de Central Park, New York, et une autre dans le centre d'Anchorage, Alaska.

### Origine de la course
En 1967, pour le 100e anniversaire de l'appartenance de l'Alaska aux Etats-Unis d'Amérique, Dorothy Page, à la tête d'un comité rassemblant l'Histoire de l'Alaska, proposa, avec le soutien de Joe Redington Sr et Vi Redington, de créer une course de traîneaux à chiens le long du chemin de la Course au sérum de 1925. En plus de commémorer l'évènement, l'idée était de préserver les anciennes voies de communication datant de la ruée vers l'or. Du plus, une telle course permettait de sauvegarder la culture du chien de traîneau, menacé par le développement des motoneiges.
Le travail de bénévoles permit de défricher 15 km de la course, entre Knik et Big Lake, pour les deux premières courses en 1967 et 1969. Après une baisse d'intérêt du public pour la course, Joe Redington , aidé de Tom Johnson et Gleo Huyck, la relança en 1973 avec l'aide logistique de l'armée américaine et le soutien du Nome Kennel Club. Pour la première fois, la course, qui dura trois semaines, termina à Nome.
Aujourd'hui, la course suit en majorité la route du sérum. Quelques villages ont été ajoutés sur la route, et un itinéraire alternatif, le long du fleuve Yukon a été ajouté pour les années paires.
Pour leurs contributions à l'existence de cette course, Joe Redington Sr et Dorothy G. Page sont souvent surnommés respectivement le père et la mère de l'Iditarod.

## Parcours
La course commence à la ville d'Anchorage, en Alaska, et termine à la ville de Nome. 21 points de contrôle séparent les deux villes :
| Point de contrôle | Distance du point de départ (km) |
| ----------------- | -------------------------------- |
| Anchorage         | 2                                |
| Campbell Airstrip | 18                               |
| Willow            | 18                               |
| Yentna            | 85                               |
| Skwentna          | 134                              |
| Finger Lake       | 198                              |
| Rainy Pass        | 246                              |
| Rohn              | 303                              |
| Nikolai           | 423                              |
| McGrath           | 501                              |
| Ophir             | 566                              |
| Cripple           | 684                              |
| Ruby              | 797                              |
| Galena            | 877                              |
| Nulato            | 937                              |
| Kaltag            | 1012                             |
| Unalakleet        | 1149                             |
| Shaktoolik        | 1213                             |
| Koyuk             | 1294                             |
| Elim              | 1371                             |
| White Mountain    | 1445                             |
| Safety            | 1534                             |
| Nome              | 1569                             |

## Conditions de participation

### Inscription
Pour pouvoir s'inscrire, les participants doivent avoir plus de 18 ans et s'acquitter des frais d'inscription : 4000 $ (3950 $ pour les anciens champions de la course).
Il faut également avoir effectué des courses qualificatives : finir l'Iditarod ou la Yukon Quest compte comme une qualification complète. Autrement, il faut avoir fini deux courses approuvés par l'Iditarod Trail Committee de 300 miles (482 km), et une de 750 miles (1207 km), parmi les 75% premiers, ou en un temps inférieur au double du temps du vainqueur. Au lieu de l'une des courses de 300 miles, un débutant peut justifier avoir fait l'Iditarod jusqu'à la rivière Yukon, là encore parmi les 75% premiers ou dans un temps inférieur à deux fois celui du musher en tête.
L'objectif de ces courses de qualification est de prouver que le musher a la préparation, la forme physique et mentale, ainsi que les compétences de mushing et de vie sauvage nécessaires.

### Chiens de traîneau
Seuls les chiens dont le standard de race les décrit comme capables de traverser les étendues arctiques sont autorisés sur la course. Il est possible de commencer la course avec un attelage entre 12 et 14 chiens, et 5 d'entre eux minimum doivent être en remorque (non harnachés pour tirer le traîneau) en passant la ligne d'arrivée.

### Matériel obligatoire
Sur la route de la course, chaque musher doit emporter, en plus de ses vivres et autres équipements :
- un sac de couchage d'au moins 2,3 kg (5 lb) ;
- une hache (0,45 kg à 1,8 kg, min 56 cm) ;
- une paire de bottes de neige (1625 cm² min par chaussure) ;
- tout matériel promotionnel fourni par le comité de la course ;
- 8 bottines par chien courant ou dans le traîneau ;
- un réchaud et une casserole pouvant faire bouillir min 11,3 L d'eau en une seule fois, avec le carburant nécessaire ;
- un carnet de vétérinaire, à présenter aux vétérinaires à chaque point de contrôle ;
- un harnais anti-frottement par chien, avec une encolure fonctionnelle ;
- un manteau isolant par chien ;
- de la nourriture d'urgence pour les chiens[5].

## Bien-être des chiens
Le règlement de la course porte une attention particulière au soin porté au chiens et à leur bien-être. Au début de la course, le musher doit prouver que tous ses chiens sont en bonne forme physique via une vérification médicale complète. 
Cependant, le nombre de décès parmi les chiens participant à la course pose question chez les défenseurs des animaux. L'association de protection des animaux Peta, rappelle que "plus de 150 chiens sont morts durant l’Iditarod depuis ses débuts et que l’édition 2022 de la course n’a pas fait exception en matière de controverses : deux chiens ont disparu, dont Léon le chien de Sébastien Dos Santos Borges [Léon a été retrouvé 3 mois plus tard, en bonne santé], un musher a apparemment été contraint de quitter la course après que les chiens qu’il utilisait ont été trouvés en mauvais état, et près de 250 chiens ont été retirés du parcours pour cause d’épuisement, de maladie ou de blessure. Avant même le début de la course, des chiens ont subi des accidents et un a été tué pendant un entraînement."

### Pendant la course
En vertu du règlement de la course, les traîneaux doivent être capables, en plus du matériel et des vivres, d'accueillir un ou plusieurs chiens fatigués ou blessés, sous une couverture. De plus, il est spécifié que toute ingestion d'eau ou de nourriture par les chiens doit être volontaire. Les cruautés et la maltraitance sont rigoureusement interdites.
Tout décès d'un chien durant la course entraîne le retrait de son musher de la course, sauf s'il est prouvé que la mort est purement accidentelle, liée aux dangers du terrain : rencontre avec des animaux sauvages, nature de la piste, ou évènement dépassant les forces du musher. Tout chien ayant expiré doit être porté au point de contrôle suivant, où il sera traité en priorité afin de préciser la cause du décès via une autopsie. Sont immédiatement suivies de disqualification les morts causées par hypothermie, hyperthermie, choc thermique, ou par des maltraitances, des traitements abusifs, la négligence ou la cruauté du musher.

### Aux points de contrôle
Durant toute la compétition, tous les chiens sont placés sous l'autorité du Marshall de la course. Il peut prendre la décision de demander des contrôles médicaux et approuver les traitements recommandés par les vétérinaires dès qu'il le juge nécessaire. Ces soins sont alors aux frais du musher. Des vétérinaires, sous l'autorité d'un vétérinaire en chef, sont postés aux différents points de contrôle de la course afin d'examiner et soigner les chiens par des contrôles de routine, et suivre les attelages par l'intermédiaire d'un carnet de vétérinaire que possède chaque musher.
Si un chien arrive à un point de contrôle dans un état critique ou en danger de mort, le musher devra subir une enquête pouvant durer jusqu'à 8h. Le vétérinaire en chef garde le droit d'exclure n'importe quel chien pour des raisons de condition physique.
Les chiens peuvent être retirés de la course dans ces points de contrôle, sous l'autorité du Marshall ou du vétérinaire en chef. Ils sont alors transportés dans l'un des centres de soin (Anchorage, McGrath, Unalakleet, Nome), puis transportés à la fin de la course vers un endroit indiqué par leur musher. Ce transport n'est à la charge du musher que si les chiens sont retirés au départ ou à l'arrivée de la course.
Le dopage des chiens, ou toute administration de drogues, est interdit, et contrôlé par des échantillons d'urine ou de sang.

Pour autant, en 2023, 175 chiens ont été retirés de la course parce qu'ils étaient malades, épuisés ou blessés. 
Plus de 150 chiens sont morts depuis ses débuts.  (Chiffre de l'association Peta) Le bien-être animal y est controversé par les associations de défense des animaux.

## Règles particulières
Chaque équipe est tenue de se reposer aux points de repos officiels de la course. En outre, il est obligatoire de s'arrêter 24 heures d'affilée dans l'un des points de contrôle officiels. Ces temps de repos se font en plus des bivouacs, possibles entre deux checkpoints.
Règle 26 du dépassement : si un musher reste 15 min à 15 m derrière un autre, il peut demander le libre passage. Son concurrent doit alors arrêter ses chiens jusqu'à ce que le demandeur soit 15 m devant, dans la limite d'une minute d'arrêt.
Règle 34 du vidage du gibier : si un musher abat un gros gibier (caribou, buffle, etc.) pour protéger sa vie ou son matériel, il doit le vider de ses entrailles, et tout musher arrivant doit l'y aider. Quand ceci est fait, l'incident doit être rapporté au prochain checkpoint.

## Récompenses
Le comité de la course délivre plusieurs prix, les principaux étant attribués en fonction du classement dans la course. Le montant total de ces prix est d'au minimum 500 000 $, divisé entre les concurrents. Les vingt premiers reçoivent les plus grosses parts. À partir du 21e, chacun reçoit 1 049 $. En 2022, le premier prix est de 51 607 $.
Les prix sont remis lors de la cérémonie des récompenses. Chaque concurrent ayant franchi la ligne d'arrivée plus de deux heures avant cette cérémonie est tenu d'y assister, en compagnie de son (ou ses) chien(s) de tête.

## Vainqueurs

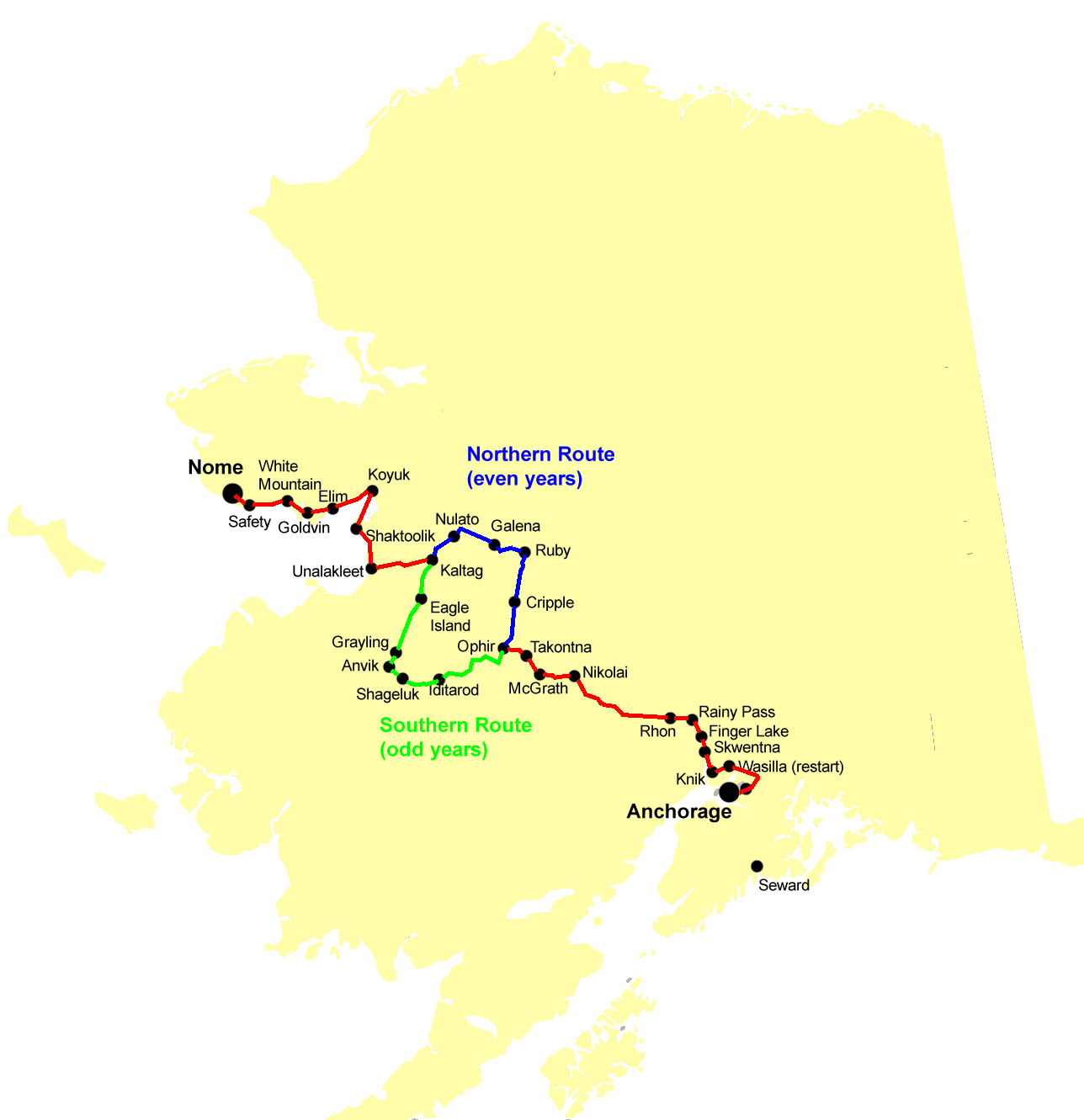

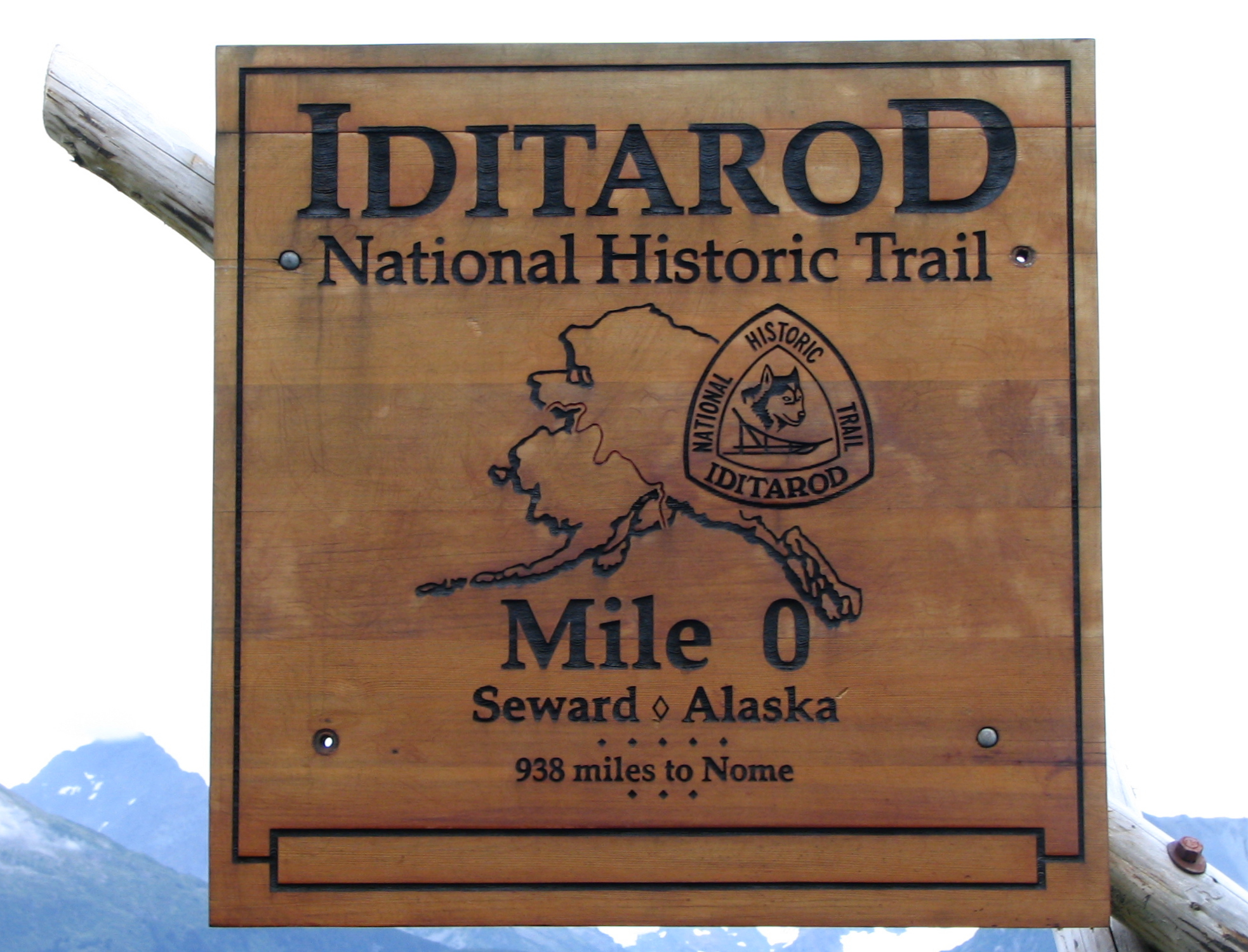

### Palmarès
| Année | Musher              | État (États-Unis) ou pays (hors États-Unis) d'origine | Chien(s) de tête     | Temps                                          |
| ----- | ------------------- | ----------------------------------------------------- | -------------------- | ---------------------------------------------- |
| 1973  | Dick Wilmarth       | Idaho                                                 | Hotfoot              | 20 jours, 49 minutes et 41 secondes            |
| 1974  | Carl Huntington     | Alaska                                                | Nugget               | 20 jours, 15 heures, 2 minutes et 7 secondes   |
| 1975  | Emmitt Peters       | Alaska                                                | Nugget & Digger      | 14 jours, 14 heures, 43 minutes et 45 secondes |
| 1976  | Gerald Riley        | Alaska                                                | Puppy & Sugar        | 18 jours, 22 heures, 58 minutes et 17 secondes |
| 1977  | Rick Swenson        | Minnesota                                             | Andy & Old Buddy     | 16 jours, 16 heures, 27 minutes et 13 secondes |
| 1978  | Dick Mackey         | Alaska                                                | Skipper & Shrew      | 14 jours, 18 heures, 52 minutes et 24 secondes |
| 1979  | Rick Swenson (2)    | Minnesota                                             | Andy & Old Buddy     | 15 jours, 10 heures, 37 minutes et 47 secondes |
| 1980  | Joe May             | Alaska                                                | Wilbur & Cora Gray   | 14 jours, 7 heures, 11 minutes et 51 secondes  |
| 1981  | Rick Swenson (3)    | Minnesota                                             | Andy & Slick         | 12 jours, 8 heures, 45 minutes et 2 secondes   |
| 1982  | Rick Swenson (4)    | Minnesota                                             | Andy                 | 16 jours, 4 heures, 40 minutes et 10 secondes  |
| 1983  | Rick Mackey         | New Hampshire                                         | Preacher & Jody      | 12 jours, 14 heures, 10 minutes et 44 secondes |
| 1984  | Dean Osmar          | Michigan                                              | Red & Bullet         | 12 jours, 15 heures, 7 minutes et 33 secondes  |
| 1985  | Libby Riddles       | Wisconsin                                             | Axle & Dugan         | 18 jours, 20 minutes et 17 secondes            |
| 1986  | Susan Butcher       | Massachusetts                                         | Granite & Mattie     | 11 jours, 15 heures et 16 minutes              |
| 1987  | Susan Butcher (2)   | Massachusetts                                         | Granite & Mattie     | 11 jours, 2 heures, 5 minutes et 13 secondes   |
| 1988  | Susan Butcher (3)   | Massachusetts                                         | Granite & Tolstoi    | 11 jours, 11 heures, 41 minutes et 40 secondes |
| 1989  | Joe Runyan          | Oregon                                                | Rambo & Ferlin       | 11 jours, 5 heures, 24 minutes et 34 secondes  |
| 1990  | Susan Butcher (4)   | Massachusetts                                         | Sluggo & Lightning   | 11 jours, 1 heure, 53 minutes et 23 secondes   |
| 1991  | Rick Swenson (5)    | Minnesota                                             | Goose                | 12 jours, 16 heures, 34 minutes et 39 secondes |
| 1992  | Martin Buser        | Suisse                                                | Tyrone & D2          | 10 jours, 19 heures, 17 minutes et 15 secondes |
| 1993  | Jeff King           | Californie                                            | Herbie & Kitty       | 10 jours, 15 heures, 38 minutes et 15 secondes |
| 1994  | Martin Buser (2)    | Suisse                                                | D2 & Dave            | 10 jours, 13 heures, 5 minutes et 39 secondes  |
| 1995  | Doug Swingley       | Montana                                               | Vic & Elmer          | 10 jours, 13 heures, 2 minutes et 39 secondes  |
| 1996  | Jeff King (2)       | Californie                                            | Jake & Booster       | 9 jours, 5 heures, 43 minutes et 13 secondes   |
| 1997  | Martin Buser (3)    | Suisse                                                | Blondie & Fearless   | 9 jours, 8 heures, 30 minutes et 45 secondes   |
| 1998  | Jeff King (3)       | Californie                                            | Red & Jenna          | 9 jours, 5 heures, 52 minutes et 26 secondes   |
| 1999  | Doug Swingley (2)   | Montana                                               | Stormy, Cola & Elmer | 9 jours, 14 heures, 31 minutes et 7 secondes   |
| 2000  | Doug Swingley (3)   | Montana                                               | Stormy & Cola        | 9 jours, 58 minutes et 6 secondes              |
| 2001  | Doug Swingley (4)   | Montana                                               | Stormy & Peppy       | 9 jours, 19 heures, 55 minutes et 50 secondes  |
| 2002  | Martin Buser (4)    | Suisse                                                | Bronson              | 8 jours, 22 heures, 46 minutes et 2 secondes   |
| 2003  | Robert Sørlie       | Norvège                                               | Tipp                 | 9 jours, 15 heures, 47 minutes et 36 secondes  |
| 2004  | Mitch Seavey (en)   | Alaska                                                | Tread                | 9 jours, 12 heures, 20 minutes et 22 secondes  |
| 2005  | Robert Sørlie (2)   | Norvège                                               | Sox & Blue           | 9 jours, 18 heures, 39 minutes et 30 secondes  |
| 2006  | Jeff King (4)       | Californie                                            | Salem & Bronte       | 9 jours, 11 heures, 11 minutes et 36 secondes  |
| 2007  | Lance Mackey        | Alaska                                                | Larry & Lippy        | 9 jours, 5 heures, 8 minutes et 41 secondes    |
| 2008  | Lance Mackey (2)    | Alaska                                                | Larry & Hobo         | 9 jours, 11 heures, 46 minutes et 48 secondes  |
| 2009  | Lance Mackey (3)    | Alaska                                                | Larry & Maple        | 9 jours, 21 heures, 38 minutes et 46 secondes  |
| 2010  | Lance Mackey (4)    | Alaska                                                | Maple                | 8 jours, 23 heures, 59 minutes et 9 secondes   |
| 2011  | John Baker          | Alaska                                                | Velvet & Snickers    | 8 jours, 19 heures, 46 minutes et 39 secondes  |
| 2012  | Dallas Seavey       | Virginie                                              | Guinness & Diesel    | 9 jours, 4 heures, 29 minutes et 26 secondes   |
| 2013  | Mitch Seavey (2)    | Minnesota                                             | Tanner & Taurus      | 9 jours, 7 heures, 39 minutes et 56 secondes   |
| 2014  | Dallas Seavey (2)   | Virginie                                              | Beetle & Reef        | 8 jours, 13 heures, 4 minutes et 19 secondes   |
| 2015  | Dallas Seavey (3)   | Virginie                                              | Reef & Hero          | 8 jours, 18 heures, 13 minutes et 6 secondes   |
| 2016  | Dallas Seavey (4)   | Virginie                                              | Reef & Tide          | 8 jours, 11 heures, 20 minutes et 16 secondes  |
| 2017  | Mitch Seavey (3)    | Minnesota                                             | Pilot & Crisp        | 8 jours, 3 heures, 40 minutes et 13 secondes   |
| 2018  | Joar Leifseth Ulsom | Norvège                                               | Russeren & Olive     | 9 jours, 12 heures, 0 minutes et 0 secondes    |
| 2019  | Peter Kaiser        | Alaska                                                | Marrow & Lucy        | 9 jours, 12 heures, 39 minutes et 6 secondes   |
| 2020  | Thomas Waerner      | Norvège                                               | K2 & Bark            | 9 jours, 10 heures, 37 minutes et 47 secondes  |
| 2021  | Dallas Seavey (5)   | Virginie                                              | North & Gamble       | 7 jours, 14 heures, 8 minutes et 57 secondes   |
| 2022  | Brent Sass          | Minnesota                                             | Morello & Slater     | 8 jours, 14 heures, 38 minutes et 43 secondes  |
| 2023  | Ryan Redington      | Alaska                                                | Ghost & Sven         | 8 jours, 21 heures, 13 minutes et 58 secondes  |
| 2024  | Dallas Seavey (6)   | Virginie                                              | Sebastian & Aero     | 9 jours, 2 heures, 16 minutes et 8 secondes    |

### Classement des États et pays
| Place       | État(s) ou pays                                 | Victoires | Année(s)                                                                    |
| ----------- | ----------------------------------------------- | --------- | --------------------------------------------------------------------------- |
| 1er         | Alaska                                          | 10        | 1974/75/76/07 08/09/10/11 19/23                                             |
| 2e          | Minnesota                                       | 9         | 1977/79/81/82 1991/04/13/17 2022                                            |
| 3e          | Virginie                                        | 6         | 2012/14/15/16 2021/24                                                       |
| 4e ex aequo | Massachusetts Suisse Californie Montana Norvège | 4         | 1986/87/88/90 1992/94/97/2002 1993/96/98/2006 1995/99/2000/01 2003/05/18/20 |
| 9e ex aequo | Wisconsin New Hampshire                         | 2         | 1978/80/83/85                                                               |

## L'Iditarod dans la culture
- L'Iditarod est régulièrement évoquée dans le roman Sauvage de Jamey Bradbury, le personnage principal étant issu d'une famille de mushers en Alaska.
- L'Iditarod est mentionnée dans le jeu Metal Gear Solid sorti en 1998.